# Felsőcsobánka
Felsőcsobánka románul: Ciubăncuța, falu Romániában, Erdélyben, Kolozs megyében.

## Fekvése
Alsócsobánkától délnyugatra fekvő település.

## Története
Felsőcsobánka, Csobánka nevét 1554-ben említette először oklevél Chyobanka néven. További névváltozatai: 1560-ban Felső-Chobánka, 1625-ben Felseo Chiobanka, 1733-ban Felső Csobánka, 1808-ban Csobánka (Felső-), Csubanká, 1861-ben Felső-Csobánka, 1913-ban Felsőcsobánka.
A falu kezdettől fogva a Kolozs megyei Almásvárához tartozott. 1378-ban Lajos király Bebek György királynői tárnokmesternek s Bebek Imrének és fiainak adományozta, akiknek utódnélküli halála után 1470-ben Mátyás király Dengelegi Pongrác János vajdának adományozta, mint Csáki-Gorbó és Almásvára tartozékát.
1554-ben Somi Annáé Balassa Imre özvegyéé, aki e birtok negyedrészét férjének Patócsi Boldizsárnak hagyományozta. 1560-ban II. János király e birtok felét néhai Bebek Ferenctől elkobozva, azt Báthory Kristófnak és nejének Domisko Katának adományozta. A birtok másik fele Balassa Zsófiáé lett. 1574-ben Balassa Andrást, Somi Borbála lindvai Bánffy Lászlóné, Balassa Zsófi Csáky Lászlóné, és Margit özv. Bornemissza Benedeknét (ekkor Kendy Gábornét) az almási és búzai uradalomba és így e birtokba is beiktatták. 1592-ben Báthory Zsigmond itteni birtokrészét, mely eddig Csáky Dénes fia Mihályé volt, annak örökös nélküli halála után szállt rá, Csáky Istvánnak adományozta, másik itteni birtokosa Kendy Sándor volt.
1616-ban a fejedelemé, aki itteni részét Haller Zsigmondnak és nejének Kendy Krisztinának adta. 1694-ben  pedig birtokosai Bethlen Gergely és Nagy Pál, 1820-ban pedig gróf Csáky József, báró Miske József.
A trianoni békeszerződés előtt Szolnok-Doboka vármegye Csákigorbói járásához tartozott. 1910-ben 242 lakosából 3 német, 231 román volt. Ebből 52 görögkatolikus, 186 görög keleti ortodox, 3 izraelita volt.

## Látnivalók
- 1829-ben épült, Szent Miklósnak szentelt fatemploma a romániai műemlékek jegyzékében a CJ-II-m-B-07567 sorszámon szerepel.[2]